# 바실리오스 스쿠리스

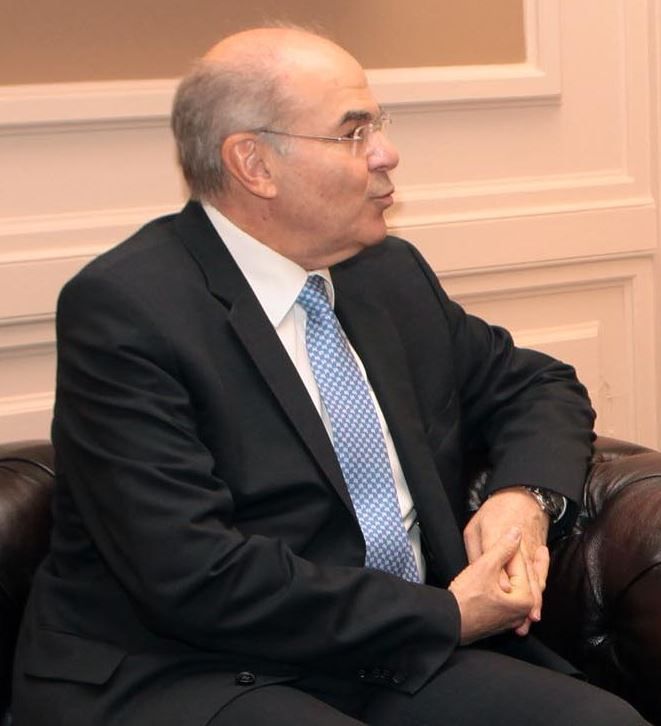

바실리오스 스쿠리스(그리스어: Βασίλειος Σκουρής, 1948년 3월 6일 테살로니키 ~ )는 그리스의 법조인으로 판사 출신이다. 2004년 10월 7일부터 2015년 10월 6일까지 유럽 사법 재판소의 소장을 역임했다.
1970년 베를린 자유 대학교 법학과를 졸업했으며 1973년 함부르크 대학교 헌법학 및 행정법학 학사 학위를 취득했다. 테살로니키 아리스토텔레스 대학교 법대 교수로 활동했으며 1989년과 1996년에는 그리스 내무부 장관을 역임했다.